# Horbach (Westerwald)
Horbach ist eine Ortsgemeinde im Westerwaldkreis in Rheinland-Pfalz. Sie gehört der Verbandsgemeinde Montabaur an.

## Geographische Lage
Die Gemeinde liegt im Westerwald südlich von Montabaur im Naturpark Nassau im sogenannten Buchfinkenland.

## Geschichte
Horbach wurde im Jahre 1486 erstmals urkundlich erwähnt.

## Politik

### Gemeinderat
Der Gemeinderat in Horbach besteht aus zwölf Ratsmitgliedern, die bei der Kommunalwahl am 9. Juni 2024 in einer personalisierten Verhältniswahl gewählt wurden, und der ehrenamtlichen Ortsbürgermeisterin als Vorsitzender.
Die Sitzverteilung im Gemeinderat:
| Wahl | WGH a             | WGM b             | WGB c             | WGS d             | Gesamt   |
| ---- | ----------------- | ----------------- | ----------------- | ----------------- | -------- |
| 2024 | 9                 | 3                 | –                 | –                 | 12 Sitze |
| 2019 | per Mehrheitswahl | per Mehrheitswahl | per Mehrheitswahl | per Mehrheitswahl | 12 Sitze |
| 2014 | –                 | –                 | 7                 | 5                 | 12 Sitze |

### Bürgermeister
Jennifer Hartenstein wurde am 12. Dezember 2023 Ortsbürgermeisterin von Horbach. Bei der Direktwahl am 3. Dezember 2023 war sie mit einem Stimmenanteil von 59,3 % gewählt worden. Sie wurde bei der Direktwahl am 9. Juni 2024 als einzige Bewerberin mit 82,0 % für fünf Jahre wiedergewählt.
Hartensteins Vorgänger Hans-Joachim Kehl hatte das Amt am 5. März 2021 übernommen. Er wurde einstimmig vom Gemeinderat gewählt. Gemäß Gemeindeordnung erfolgte die Wahl durch den Rat, da für eine am 14. März 2021 geplante Urwahl kein Wahlvorschlag eingereicht worden war. Kehl legte das Ehrenamt jedoch zum 31. August 2023 vorzeitig nieder, wodurch die Neuwahl erforderlich wurde. Kehls Vorgänger Christoph Büttner, der das Amt seit 2009 ausgeübt hatte, war am 3. Oktober 2020 verstorben.

### Wappen
| Wappen von Horbach | Blasonierung: „In Rot ein silberner Wellenschrägbalken, oben ein auffliegender, goldener Buchfink mit ausgestrecktem rechtem Flügel, unten eine heraldische Lilie“ |
| Wappen von Horbach | Wappenbegründung: Die Lage Horbachs im sogenannten Buchfinkenländchen wird durch den Buchfink dargestellt. Der Wellenschrägbalken symbolisiert einen der Quellzuflüsse des Daubachs, der in Horbach entspringt. Die heraldische Lilie, der die Sumpflilie zum Vorbild diente, verweist auf das Bestimmungswort des Ortsnamens: horo = Sumpf. Die Farben Rot und Silber sind die kurtrierischen Wappenfarben. |

## Geschichte

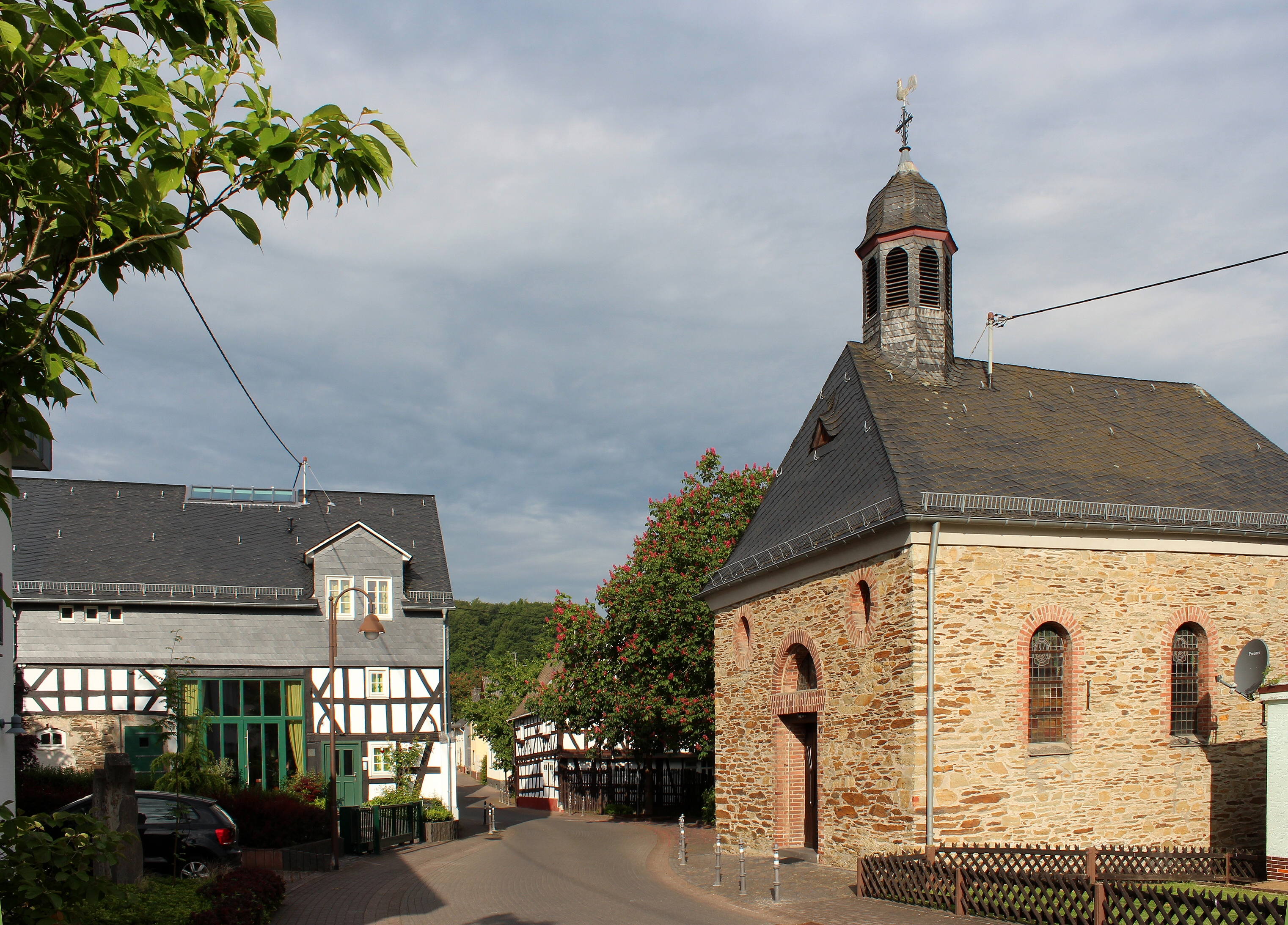
Hauptstraße mit kath. Ortskapelle St. Laurentius

Horbach wurde um das Jahr 1477 herum erstmals urkundlich erwähnt. Der Ort war Teil des Kirchspiels Kirchähr mit späterem Sitz in Gackenbach. Die älteste Erhebung aus dem Jahr 1563 gibt 18 Feuerstellen im Ort an. 1589 sind zwölf Familien überliefert, für 1786 werden 176 Einwohner genannt und 1810 246 Einwohner.
Die Gemarkungen der beiden Wüstungen Nentzingen und Wilchenhausen sind in die Horbacher Gemarkung aufgegangen. Nentzingen wird rund 1200 Meter nordnordwestlich von Hübingen und 700 Meter südsüdwestlich von Horbach verortet. Der 1383 erstmals erwähnte Ort wird im Jahr 1563 mit einer Größe von zwei Feuerstellen angegeben. Vermutlich wurde das Dorf in der Zeit des Dreißigjährigen Kriegs aufgegeben. Wilchenhausen lag rund 400 Meter nordwestlich von Horbach. Seine Ersterwähnung datiert auf 1408. Im Jahr 1489 wird es als erst kürzlich wüst gefallen genannt.

## Kultur und Sehenswürdigkeiten
Siehe Liste der Kulturdenkmäler in Horbach (Westerwald)

## Verkehr
Die nächste Autobahnanschlussstelle ist Montabaur an der A 3 Köln–Frankfurt, etwa neun Kilometer entfernt.

## Persönlichkeiten
- Johann Keller (1811–1892), Schultheiß und Mitglied des Nassauischen Kommunallandtags
- Regina Schmidt-Zadel (* 1937 in Horbach), Politikerin